# Straubing
Straubing er en by i den tyske delstat Bayern, i det sydlige Tyskland. Byen har et indbyggertal på 44.633 (2005) og et areal på 67,58 km²
- Wikimedia Commons har flere filer relateret til Straubing